# Monkton (Vermont)
Monkton ist eine Town im Addison County des Bundesstaates Vermont in den Vereinigten Staaten mit 2079 Einwohnern (laut Volkszählung von 2020).

## Geografie

### Geografische Lage
Die Gemeinde liegt am Westrand der Green Mountains in der südlichen Ebene um den Lake Champlain und ist weitestgehend landwirtschaftlich geprägt. Höchste Erhebung ist der Hogbag mit 402 m (1319 feet). Das Gebiet der Town wird von einer großen Zahl kleiner Wasserläufe durchflossen, die im westlich, Monkton nicht berührenden Otter Creek münden. Im Norden der Town befindet sich zudem der Cedar Lake, ein großer See.

### Nachbargemeinden
Alle Angaben als Luftlinien zwischen den offiziellen Koordinaten der Orte aus der Volkszählung 2010.
- Nordosten: Hinesburg, 6,0 km
- Osten: Starksboro, 15,8 km
- Südosten: Bristol, 10,2 km
- Südwesten: New Haven, 5,5 km
- Westen: Ferrisburgh, 16,4 km
- Nordwesten: Charlotte, 11,8 km

### Klima
Die mittlere Durchschnittstemperatur in Monkton liegt zwischen −9,4 °C (15 °Fahrenheit) im Januar und 20,6 °C (69 °Fahrenheit) im Juli. Damit ist der Ort gegenüber dem langjährigen Mittel der USA, abhängig von der Jahreszeit, um etwa 12 bis 15 Grad kühler. Die Schneefälle zwischen Mitte Oktober und Mitte Mai liegen mit mehr als fünfeinhalb Metern etwa doppelt so hoch wie die mittlere Schneehöhe in den USA, die tägliche Sonnenscheindauer liegt am unteren Rand des Wertespektrums der USA, zwischen September und Dezember sogar deutlich darunter.

## Geschichte
Der Ort wurde im Rahmen der New Hampshire Grants am 24. Juni 1762 mit einer Fläche von 24.000 acres (ca. 97 km²) zur Besiedlung ausgerufen. Erste dauerhafte Besiedlungen fanden ab 1774 statt, wurden aber wegen des Unabhängigkeitskrieges wieder aufgegeben. Ein zweiter Besiedlungsversuch ab 1784 war erfolgreicher. Die konstituierende Gemeindeversammlung fand am 28. März 1786 statt; eine erste, calvinistische Kirchengemeinde wurde am 24. Juli 1794 gegründet. Am 4. März 1797 wurde ein Teil der Fläche Monktons der Nachbargemeinde Starksboro zugeschlagen (2726 acres, entsprechend 11 km²).
Einige Eisenvorkommen im nördlichen Teil des Areals wurden in den Eisenhütten in Bristol verarbeitet und beim Aufbau der Flotte im Champlain-See verwendet. Zudem wurden Vorkommen von Kaolin abgebaut, die in der Umgebung zu Porzellan weiterverarbeitet wurden. Beide Abbaugebiete wurden um 1850 als erschöpft und unwirtschaftlich eingestellt.
Seither ist Monkton in erster Linie von der Landwirtschaft geprägt; zunächst war dies in erster Linie Schafzucht, die zwischen 1860 und 1890 auf die Milchviehwirtschaft umgestellt wurde. Seit den 1960er Jahren entwickelt sich der Ort zudem zu einer Schlafstadt für den Ballungsraum Burlington.

### Religionen
Die erste Kirchengemeinde des Ortes wurde am 24. Juli 1794 gegründet und war Calvinistisch-Baptistisch. 1797 folgte eine Methodistisch-Episkopale Gemeinde. Die noch heute bestehende methodistische Friends' Society wurde im Jahr 1798 ins Leben gerufen. Ihr erstes Versammlungshaus errichteten sie 1800, das heute noch genutzte Friends Meeting House in East Monoton, heute die einzige Kirche des Ortes, entstand 1878.

### Einwohnerentwicklung
| Volkszählungsergebnisse – Town of Monkton, Vermont | Volkszählungsergebnisse – Town of Monkton, Vermont | Volkszählungsergebnisse – Town of Monkton, Vermont | Volkszählungsergebnisse – Town of Monkton, Vermont | Volkszählungsergebnisse – Town of Monkton, Vermont | Volkszählungsergebnisse – Town of Monkton, Vermont | Volkszählungsergebnisse – Town of Monkton, Vermont | Volkszählungsergebnisse – Town of Monkton, Vermont | Volkszählungsergebnisse – Town of Monkton, Vermont | Volkszählungsergebnisse – Town of Monkton, Vermont | Volkszählungsergebnisse – Town of Monkton, Vermont |
| Jahr                                               | 1700                                               | 1710                                               | 1720                                               | 1730                                               | 1740                                               | 1750                                               | 1760                                               | 1770                                               | 1780                                               | 1790                                               |
| -------------------------------------------------- | -------------------------------------------------- | -------------------------------------------------- | -------------------------------------------------- | -------------------------------------------------- | -------------------------------------------------- | -------------------------------------------------- | -------------------------------------------------- | -------------------------------------------------- | -------------------------------------------------- | -------------------------------------------------- |
| Einwohner                                          |                                                    |                                                    |                                                    |                                                    |                                                    |                                                    |                                                    |                                                    |                                                    | 450                                                |
| Jahr                                               | 1800                                               | 1810                                               | 1820                                               | 1830                                               | 1840                                               | 1850                                               | 1860                                               | 1870                                               | 1880                                               | 1890                                               |
| Einwohner                                          | 880                                                | 1248                                               | 1152                                               | 1384                                               | 1310                                               | 1246                                               | 1123                                               | 1006                                               | 1025                                               | 847                                                |
| Jahr                                               | 1900                                               | 1910                                               | 1920                                               | 1930                                               | 1940                                               | 1950                                               | 1960                                               | 1970                                               | 1980                                               | 1990                                               |
| Einwohner                                          | 912                                                | 724                                                | 671                                                | 683                                                | 575                                                | 520                                                | 551                                                | 765                                                | 1201                                               | 1482                                               |
| Jahr                                               | 2000                                               | 2010                                               | 2020                                               | 2030                                               | 2040                                               | 2050                                               | 2060                                               | 2070                                               | 2080                                               | 2090                                               |
| Einwohner                                          | 1759                                               | 1980                                               | 2079                                               |                                                    |                                                    |                                                    |                                                    |                                                    |                                                    |                                                    |

## Wirtschaft und Infrastruktur

### Verkehr
Die Gemeinde ist nur über Landstraßen an die umliegenden Orte angeschlossen. Schnellstraßen, Eisenbahnverbindungen oder ein Flughafen fehlen.

### Medien
In Monkton strahlen sechs verschiedene Fernsehsender lokale Programme aus. Vier davon werden von der Vermont Wireless Company betrieben, die beiden restlichen vom Mountain Lakes Pub. Telecomm. Council und den Plattsburgh Partners. Radiosender oder Zeitungen fehlen dagegen.

### Öffentliche Einrichtungen
Neben den üblichen städtischen Verwaltungsbehörden und der lokalen Grundschule gibt es keine öffentlichen Einrichtungen in Monoton. Das nächstgelegene Krankenhaus ist das Fletcher-Allen Health Acre in Burlington.

### Bildung

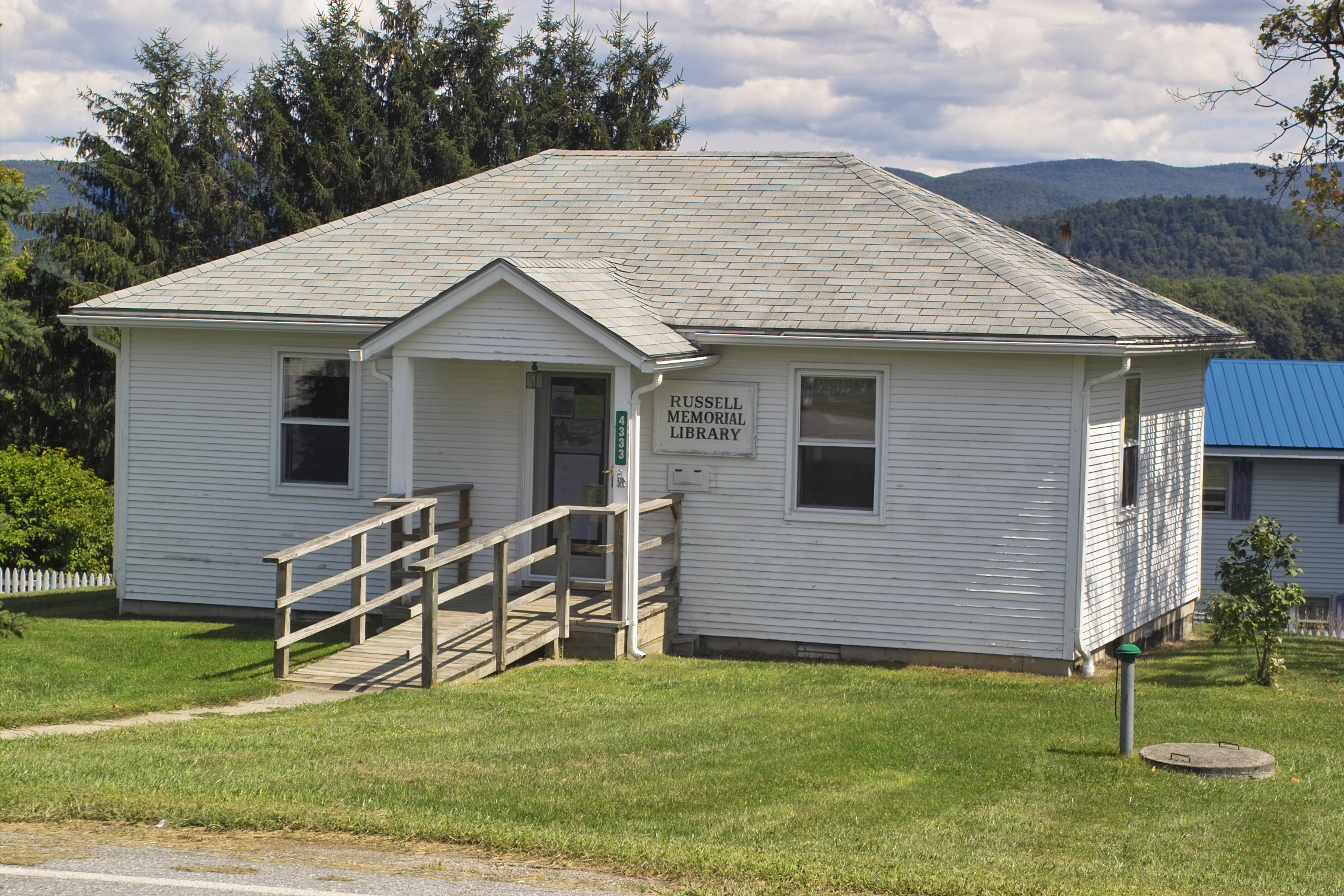
Russell Memorial Library

Monkton gehört mit Bristol, Lincoln, New Haven, Starksboro und Mt. Abraham zur Addison Northeast Supervisory Union.
Im Ort ist eine sechszügige Grundschule, die Monkton Central School, eingerichtet. Für darüber hinaus reichende Bildungsbedürfnisse muss auf Schulen der Umgebung, insbesondere im Großraum Burlington, zurückgegriffen werden.
Die Russell Memorial Library wurde im Jahr 1905 von Albert P. Russel gegründet. Sein Sohn George A. Russell spende im Jahr 1971 Geld für den Bau eines kleinen Büchereigebäudes mit einem Raum.